# گرایمز
کلیر الیس بوشه (به انگلیسی: Claire Elise Boucher؛ زادهٔ ۱۷ مارس ۱۹۸۸) که به طور حرفه‌ای با نام گرایمز (به انگلیسی: Grimes) شناخته می‌شود، موسیقی‌دان، خواننده-ترانه‌پرداز و تهیه‌کنندهٔ موسیقی کانادایی است. آثار اولیهٔ او به‌عنوان تمدید از «لو-فای آراندبی» به دنس پاپ آینده‌گرایانه توصیف شده‌اند که تأثیرات موسیقی الکترونیک، هیپ هاپ و راک را در خود جای داده‌اند. گرایمز در اشعار خود اغلب به موضوعات علمی-تخیلی و فمینستی می‌پردازد. ویژگی‌های بصری ویدئوهای وی به دقت طراحی و ساخته شده‌اند و گاهی مضامین فانتزی دارند. وی تاکنون پنج آلبوم استودیویی منتشر کرده‌است.
گرایمز که در ونکوور زاده و بزرگ شده، انتشار موسیقی را به‌طور مستقل پس از نقل مکان کردن به مونترآل در سال ۲۰۰۶ شروع کرده‌است. و در سال ۲۰۱۰ دو آلبوم تحت نام‌های گیدی پرایمز و هالفکسا با آربوتوس رکوردز منتشر کرد، یعنی قبل از امضا کردن قرارداد با ۴ای‌دی که با آن دیدها را در سال ۲۰۱۲ منتشر کرد و با آن به شهرت دست یافت. که این آلبوم جایزه جونو صنعت موسیقی کانادایی را برای بخش آلبوم الکترونیک سال دریافت کرد. این آلبوم دو تک‌آهنگ سودمند تحت نام‌های «پیدایش» و «فراموشی» داشت. پس از دیدها، گرایمز چهارمین آلبوم استودیویی خود را در سال ۲۰۱۵ تحت عنوان فرشتگان هنر و چندین نشریه آن را بهترین آلبوم سال خواندند. پنجمین آلبوم استودیویی وی در سال ۲۰۲۰ تحت عنوان خانم انتروپوسن منتشر گردیده‌است.
گرایمز به‌جز فعالیت در صنعت موسیقی برای بازی نقش‌آفرینی اکشن سایبرپانک ۲۰۷۷ نیز صداگذاری کرده‌است.

## اوایل زندگی
کلیر الیس بوشه در تاریخ ۱۷ مارس سال ۱۹۸۸ و در ونکوور، بریتیش کلمبیا چشم بر جهان گشود و بزرگ‌ترین فرزند سندی گاروسینو که سابقاً دادستان سلطنتی بوده و حامی هنر نیز است و موریس بوشه که سابقاً بانکدار «جنبهٔ تجاری زیست‌فناوری» بوده‌است، می‌باشد. وی تباری فرانسوی-کانادایی (و کبکی)، اوکراینی و ایتالیایی دارد. مادربزرگ او اصالتاً اوکراینی بوده و به کانادا مهاجرت کرده بوده‌است.
گرایمز و برادر کوچک‌ترش که مک نام دارد با دین کاتولیک روم بزرگ شدند و به مدرسهٔ کاتولیک ونکوور رفتند. وی بعدها اظهار نظر می‌کرد که تربیت و پرورش دادن او به‌صورت مذهبی تأثیر مهم و چشمگیری بر روی او داشته: «این دین کاملاً بر هرکاری من انجام می‌دهم تأثیر می‌گذارد. من فکر می‌کنم مشکلات پوشیده و جدی از گناهان کاتولیک دارم.» والدین گرایمز زمانی که وی ۱۱ سال سن داشت طلاق گرفتند و پس از آن مادرش مجدداً ازدواج کرد. وی از طرف ازدواج مجدد مادرش دو برادر ناتنی دارد که یکی از آن‌ها عضو گروهٔ دونفرهٔ هیپ هاپ لندن دراگز می‌باشد و تحت نام جی ورثی فعالیت می‌کند.
گرایمز در سال ۲۰۰۶ از مدرسه متوسطه لرد بینگ فارغ‌التحصیل شد و از ونکوور به مونترآل نقل مکان کرد تا به دانشگاه مک‌گیل برود و در آنجا مدرک بی‌ای و بی‌اس بگیرد. وی در یکی از اولین مصاحبه‌هایش در این‌باره صحبت کرده و می‌گوید «من داشتم هنر عمومی و علوم می‌خواندم اما در پروگرام الکتروآکوستیکز بودم.» اگرچه بعد ادعا کرد علوم اعصاب هم خوانده‌است. وی در دسامبر سال ۲۰۱۰ به‌دلیل غیبت در کلاس‌ها اخراج شد.

## هنرمندی

### سبک موسیقی
موسیقی گرایمز با برچسب‌ها و سبک‌های گوناگونی توصیف شده است، از جمله این سبک‌ها می‌توان به سینث-پاپ، الکتروپاپ، آرت پاپ، ایندی پاپ، دریم پاپ، پاپ تجربی، دنس پاپ، پاپ، آوانپاپ، لو-فای، رقص، ویچ هاوس، الکترونیک، گلو-فای، بدروم پاپ و الکترونیکا اشاره نمود. همچنین در آثار وی عناصری از راک، هیپ‌هاپ، آراندبی، فولک، درام اند بیس و کلاسیک نیز به چشم می‌خورد.
به گزارش وبگاهٔ وولتور، «[گرایمز فاصله گرفت] از سبک آراندبی لوفای وهم‌آلود مورمور کنندهٔ آثار اولیهٔ خود فاصله گرفت و به سمت دنس پاپ آینده‌گرا در ...[سومین] آلبومش، دیدها، روی آورد.»" وی برای چهارمین آلبوم استودیویی خود، فرشتگان هنر، نواختن گیتار و ویولن را آموخت. او اظهار داشت «نمی‌خواستم کیبورد بنوازم، چون نمی‌خواستم به‌عنوان سینث-پاپ شناخته شوم.»" مجلهٔ رولینگ استون این آلبوم را فاصله‌گیری او از «سینث-پاپ مه‌آلود به‌سمت صدایی نامتعارف مبتنی بر گیتار و ریتم» توصیف کرد و نوشت که آلبوم «از صداهای راک در بستری کاملا متفاوت» بهره می‌گیرد. گرایمز پنجمین آلبوم استودیویی خود، خانم انتروپوسن، را «عمدتاً اتریل نیو متال» توصیف کرد. روزنامهٔ گاردین سبک موسیقی وی را چنین جمع‌بندی کرد: «با اینکه کمی شبیه به هر چیزی است که تا به حال شنیده‌اید، اما در کل شبیه هیچ‌چیزی نیست که قبلاً شنیده باشید.» روزنامهٔ ژاپن تایمز نوشت که موسیقی «ماورایی با کمک ایبلتن» گرایم سرشار از قطعه‌های جذاب است که شایستهٔ قرار گرفتن کنار آثار ریانا و تیلور سوئیفت در فهرست تاپ ۴۰ هستند.» مجلهٔ دیزد اظهار داشت: «به نوعی، وی همواره در موقعیتی موفق بود که برای ایندی بیش از حد پاپ، و برای پاپ بیش از حد ایندی بود.» روزنامهٔ گاردین اشعار او را این‌طور توصیف کرد: «معمولاً سخت‌فهم و امپرسیونیستی‌اند و از پرداختن به جزئیات طفره می‌روند.» گرایمز یک سوپرانو می‌باشد. روزنامهٔ دیلی تلگراف صدای او را «شیرین، سبک و مبهم» توصیف کرده‌است. وی در آثارش از تکنیک‌های لوپ کردن و لایه‌گذاری استفاده می‌کند، به‌ویژه در بخش صداها، بسیاری از قطعاتش بیش از پنجاه لایهٔ مختلف از صدا دارند که حالتی «الهی و رؤیایی» به آن می‌بخشد. موضوعات اشعار وی به موضوعاتی مانند علمی-تخیلی، فمینیسم و تغییرات اقلیمی می‌پردازند. پنجمین آلبوم استودیویی وی، خانم انتروپوسن، بیشتر به‌عنوان یک آلبوم مفهومی شناخته می‌شود که دربارهٔ یک «الههٔ انسان‌نمای تغییرات اقلیمی» است و الهام‌گرفته از اساطیر روم و شخصیت‌های شرور می‌باشد. هدر فارس از آل‌میوزیک این آلبوم را «تجسمی تهدیدآمیز از تغییرات اقلیمی» توصیف کرده است. در تک‌آهنگ «آنقدر سنگین که از زمین افتادم» وی با استفاده از سینث‌سایزر هوش مصنوعی ان‌سینث تجربه‌ای در ساخت موسیقی با هوش مصنوعی به‌دست آورد.

## ترانه‌شناسی
آلبوم‌های استودیویی
- گیدی پرایمز (۲۰۱۰)
- هالفکسا (۲۰۱۰)
- دیدها (۲۰۱۲)
- فرشتگان هنر (۲۰۱۵)
- خانم انتروپوسن (۲۰۲۰)